# Kronprinz Wilhelm

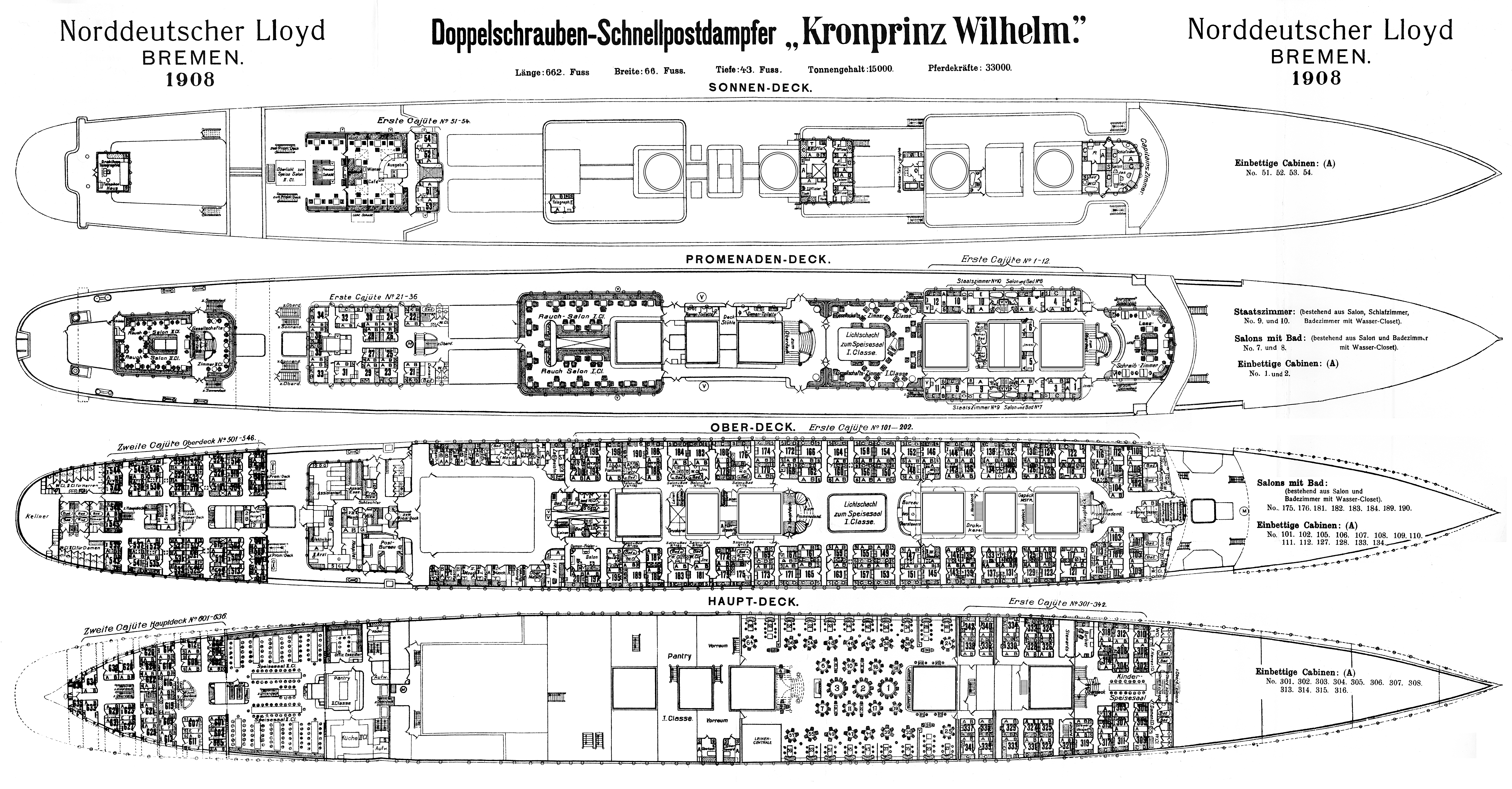
Az I. és II. osztály utasfedélzetének tervei, 1908-ból

A Kronprinz Wilhelm a Norddeutscher Lloyd (NDL) német hajótársaság egyik 1901-ben elkészült utasszállító hajója volt, mely a Bremerhaven-New York útvonalon közlekedett. Nevét II. Vilmos császár legidősebb fia, Vilmos koronaherceg után kapta. A négykéményes óceánjáró a két hajócsavaros gyorsjáratú postahajók (Doppelschrauben-Schnellpostdampfer) közé tartozott, amelyek az utazók által leginkább keresett és leglátványosabb hajótípust képezték. Ezek a legmodernebb technikai vívmányokat nagy sebességgel és luxussal egyesítették. 1902-ben elnyerte a leggyorsabb atlanti-óceáni átkelésért járó Kék Szalagot. Az első világháború kitörésekor segédcirkálónak alakították át és nyolc hónapon át eredményes kereskedelmi háborút folytatott az észak-atlanti vizeken. Üzemanyagkészletei fogytával az Egyesült Államokba hajózott, ahol internálták. Az ország hadbalépésekor a hatóságok lefoglalták és csapatszállítóként állították szolgálatba a New York-Brest vonalon. 1923-ban lebontották.

## Technikai jellemzők
A Kaiser Wilhelm der Große sikerét tapasztalva döntött úgy a Norddeutscher Lloyd hajótársaság, hogy több közel hasonló méretű és kinézetű, de továbbfejlesztett utasszállítót építtet. A felszereltségének bővítése mellett az elődjéhez hasonló hajtóművekből is sikerült nagyobb teljesítményt kihozni és elérni az addig elérhetetlennek vélt 33 000 le-t (24 000 kW). A négy gőzkazáncsoport köré helyezték el a szénraktárakat, melyekben 4550 t szénnek volt hely. Összesen 4000 t szenet tudott elraktározni, amiből a gépei működtetéséhez naponta 700 tonnát használt fel.
Két hathengeres, kondenzátorokkal és Schlick-rendszerű tömegkiegyenlítéssel ellátott, négyszeres expanziójú gőzgép forgatta meg a két 42 méter hosszú és 0,63 m átmérőjű, Tiegel-acélból készült tengelyt, amelyek végén egy-egy bronzból készült, négyszárnyú hajócsavar volt. A gőznyomást 12 dupla és 4 szimpla kazán állította elő, melyek 15 atmoszféra túlnyomással dolgoztak.
A hajó egyenáram előállítására alkalmas berendezéssel rendelkezett és elektromos áram segítségével fűtötték a helyiségeit 104 elektromos kályha segítségével. Ezek a kályhák az első osztály külső kabinjaiban, a sétálófedélzeten és az első osztályú étkezdében voltak elhelyezve. A fedélzeten mindenütt volt elektromos világítás, ehhez a több mint 1900 lámpabúrát négy gőzdinamó táplálta árammal, amelyek mindegyike 825 amper erősségű volt. A hálózat 100 voltos feszültségű volt. Mivel két dinamó elég volt a teljes energiaellátás biztosításához, a két másikat készültségben tartották szükség esetére. 60 különböző méretű elektromotor üzemeltette a futódarukat, a szellőztető berendezéseket, a felvonókat, a hűtőket és a segédgépeket. 
Hat gőzcsörlő segítségével emelték be az ellátmányt, a csomagokat és a szállítmányt. A hajótársaság különösen nagy figyelmet szentelt a biztonságtechnikai berendezéseknek. A térképszobából egy elektronikus telegráf (Schottentelegraph) segítségével vészhelyzet esetén egyszerre be lehetett zárni mind a húsz vízhatlan ajtót. A vízhatlan ajtók záródását a telegráfon egy izzólámpa kigyulladása jelezte. Csak a vízzáró ajtók zárhatóságának effajta biztosítása 3,2 km hosszúságú speciális kábel és 1,2 km hosszúságú hagyományos kábel beépítését igényelte. A hajó 18 darab légrekeszekkel ellátott mentőcsónakkal valamint hat cinkelt acéllemezből készült, lehajtható oldalfallal rendelkező csónakkal rendelkezett (Halbklappboote aus verzinktem Stahlblech). A csónakok gyors vízre tételéhez négy gőzcsörlőt szereltek fel.
Minden osztálynak volt egy külön fedélzeti konyhája és volt egy külön a fűtőknek. Az étkezdék közelében voltak a spájzok, melyekben az ételt melegen lehetett tartani. Itt voltak kávé- és teagépek, tej- és csokoládéfőzők, hűtők és más berendezések, amelyek az étkezések zavarmentességét és az utasok egyéni kívánságainak kielégítését szolgálták. A hajón lévő 32 fürdőszobát és a számos mellékhelyiséget a hajón egyenletesen osztották el, hogy a vendégeknek minél rövidebb távot kelljen megtenniük elérésükhöz.
Mindezen okoknál fogva a Kronprinz Wilhelm főleg technikailag számított nagy dobásnak. A hajótársaság vezetősége a „kimondottan jó építését” és a „kiváló teljesítményeit” különösen kiemelte. A császári haditengerészet megbízásából olyan berendezéseket kapott, melyek háború esetén lehetővé tették több löveg elhelyezését és ezáltal hadihajóként való alkalmazását.
A Kronprinz Wilhelm a testvérhajóihoz hasonlóan púpos kiképzésű háttal (Buckeldeck) rendelkezett. Ennél a kialakításnál a hajó háta (fedélzete) erősebben le van kerekítve és a hajó oldalához nem szegletes elemekkel, hanem lekerekítettekkel csatlakozik, hogy a felcsapódó víz gyorsabban le tudjon folyni. A hajó elején alkalmazott efféle gömbölyded kialakítás és a felépítmény előtt és mögött elhelyezett két árbóc alapján jól meg lehetett különböztetni a később épült két másik testvérhajójától, a Kronprinzessin Cecilie-től és a Kaiser Wilhelm II.-től.

## Utasszállítás az Atlanti-óceánon

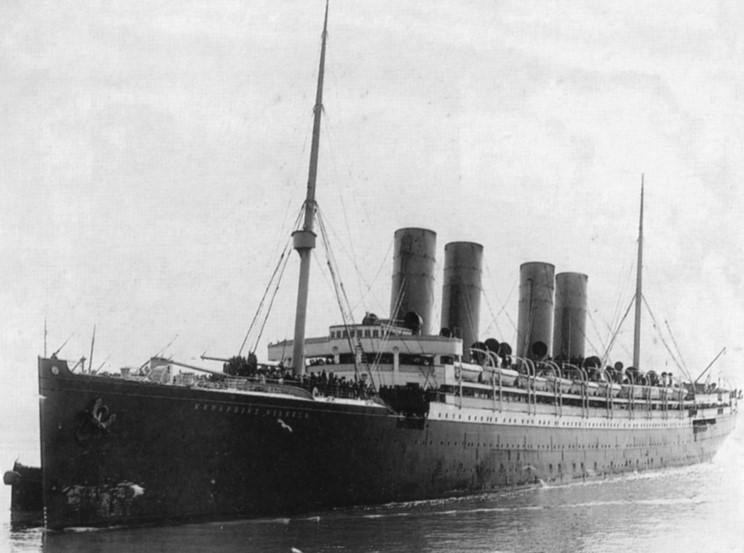
Kronprinz Wilhelm

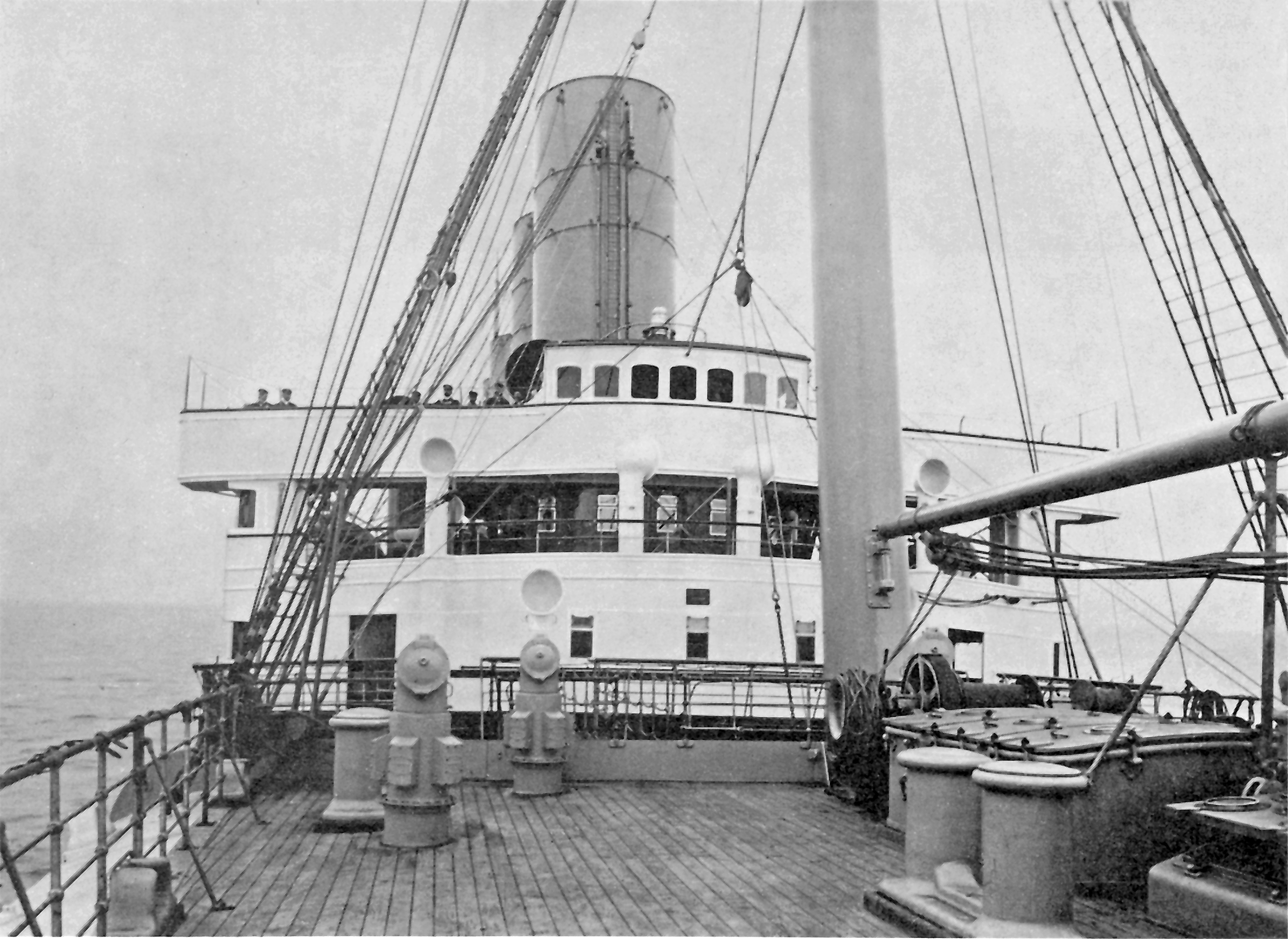
A hajóhíd a hajóorról nézve

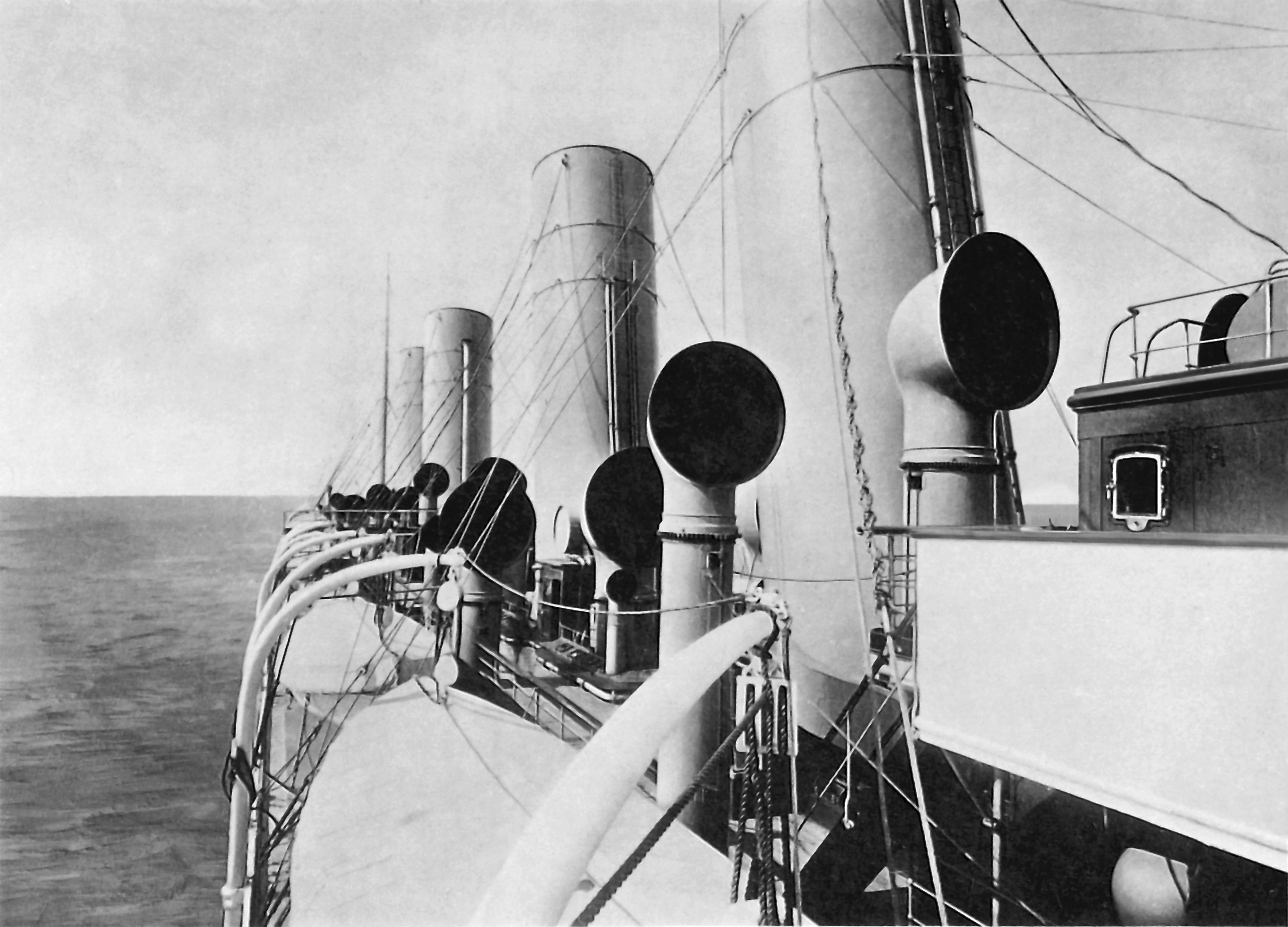
Kilátás a híd magasságából a felső fedélzetre

Amikor a Kronprinz Wilhelm 249-es építési számmal 1901. március 30-án az AG Vulcan stettini hajógyárában vízre lett bocsátva a legmodernebb utasszállítónak számított. Az elsők között rendelkezett újfajta telefonhálózata, amelynek segítségével a hajóhídról minden részleggel lehetett kommunikálni. Emellett elsőként kapott – már építésekor – vezeték nélküli távírót (rádiót). Erről a Berliner Tageblatt 1902. február 16-án a következőket írta: „A közelgő amerikai út során … a technikai világ szeme a „Kronprinz Wilhelm” fedélzetén lévő jelentéktelen[nek tűnő] készülékre szegeződik, mely a nyilvánosság előtt fogja kiállni a tűzpróbáját. Nevezetesen egy Marconi telegráfállomást visz magával, amelynek feladata abban áll, hogy a nyílt tengeren lévő hajó és a szárazföld közötti kapcsolatot fenntartsa.”
Az első osztályon utazó legvagyonosabb vendégek számára nyolc állami kabint (Staatskabine) és négy luxuskabint tartottak fenn. Míg az állami kabinok egy külön fürdővel rendelkező nagyobb helyiségből álltak, addig a luxuskabinokban egy-egy nappali, hálószoba és fürdőszoba volt. Az első osztály főfedélzeten lévő étterme 414 ülőhellyel rendelkezett. Ezenkívül az első osztályon utazók számára a hajóhíd fedélzetén rendelkezésre állt egy olvasószoba és egy írószoba is. A másodosztály utasait a hajó hátsó részén helyezték el, a kabinjaik a felsőfedélzeten, a főfedélzeten és a köztes fedélzeten kaptak helyet. Ezek a kabinok hasonlóan voltak berendezve, mint az első osztályon utazóké, csak a felszereltségük volt egyszerűbb. Mint ahogy a Norddeutscher Lloyd gőzhajóin szokványos volt, a Kronprinz Wilhelm fedélzetén is tartózkodott egy tapasztalt orvos, aki az összes beteget ellenszolgáltatás nélkül ellátta és az Egyesült Államokba beutazni vágyó összes utas egészségügyi állapotát fel kellett mérje.
A hajót a Bremerhaven (Kaiserhafen) – Southampton – Cherbourg – New York (Hoboken) – Plymouth – Cherbourg – Bremerhaven útvonalon tervezték üzemeltetni és az utazás kényelmének és a sebességnek új mértéket kellett adjon. Mielőtt 1901. szeptember 17-én megkezdte első transzatlanti útját, szeptember 7. és 11. között egy külön luxusutazást tett Norvégiába és Skóciába Bergen, a fantofti katonai templom, Edinburgh és királyi rezidenciájának, a Holyrood Palace-nek valamint a Forth Bridge megtekintésével. Visszaérkezése után a Bremer Ratskellerben a város szenátusa által szervezett esti italozást tartottak. E különleges útra emlékezve a Norddeutscher Lloyd egy fotóalbumot adatott ki.
Az első rekordját 1902. május 12-én állította fel a Plymouth és Cherbourg közötti távon. Már 1902. szeptember 16-án megszerezte a Kék Szalagot a leggyorsabb északatlanti átkeléssel. Ehhez 5 napra, 11 órára és 57 percre volt szüksége a Cherbourgtól az Alsó-New York-öböl (Lower New York Bay) előtti Sandy Hook világítótoronyig tartó táv során. Az átlagsebessége 23,09 csomó volt. Az éjfélig mért megtett távok 349, 574, 574, 581, 573 és 396 tengeri mérföldesek voltak. Csaknem pont egy évvel később, 1903. szeptember 8-án veszítette el a Kronprinz Wilhelm a nyugati irányú címet a konkurrens német hajótársaságnak, a HAPAG-nak a szolgálatában álló, 1900-ban épített Deutschlanddal szemben.
Testvérhajójával, a Kaiser Wilhelm der Großéval a világháború 1914-es kitöréséig nagyobb megszakítás nélkül hajóztak az Atlanti-óceánon, miközben a Norddeutscher Lloyd két további négykéményes óceánjárót építtetett, melyek 1914-ig szintén menetrendszerűen közlekedtek Bremerhaven és New York között. Az óceánon való nyugodtabb átkelésekhez a hajótársaság egy egész sor kéthajócsavaros szalonpostahajót állított szolgálatba.
Az utolsó transzatlanti útját a Norddeutscher Lloyd szolgálatában 1914. július 21-én kezdte meg Bremerhavenből és a hajótársaság horgonyzóhelyére New Yorkban 1914. július 29-én érkezett meg.

### Ismert személyek a fedélzetén
Utasszállítóként az akkori idők számos nemzetközileg ismert személyisége utazott a Kronprinz Wilhelm fedélzetén. Többek között 1903-ban Lewis Styvesant Chanler Jr. későbbi ügyvéd és politikus, Lilian Blauvelt operaénekesnő, 1905-ben a Chicago Daily News alapítója és az Associated Press hírügynökség vezérigazgatója Melville Elijah Stone, Louis Joseph Napóleon Paul Bruchési montreáli érsek valamint Ludwig Boltzmann fizikus, 1906-ban a feltaláló és író Johan Jacob Astor – ő 1912-ben a Titanic-kal veszett oda –, 1907-ben az „Amerika legműveltebb asszonyaként” emlegetett Rita de Acosta Lydig második férjével, Philip M. Lydig kapitánnyal, Lloyd Osbourne író, a színházigazgató és producer Charles Frohman még 1904-ben, Adeline Genée balett-táncosnő 1908-ban, Alfred Herz sztárdirigens 1909-ben, Oscar Hammerstein színház- és operaproducer együtt Cleofonte Campanini karmesterrelés Mario Sammarco, Giuseppe Taccani és Fernando Gianoli-Galetti operaénekesekkel 1909-ben és a multimilliomos politikus és ügyvéd Samuel Untermyer 1910-ben.
A Kronprinz Wilhelm a dokumentumok tanúsága szerint 1901 és 1914 között 138 526 személyt szállított az Ellis Islandra, közülük voltak akik többször is megtették az utat.

### Az állami látogatás 1902 elején

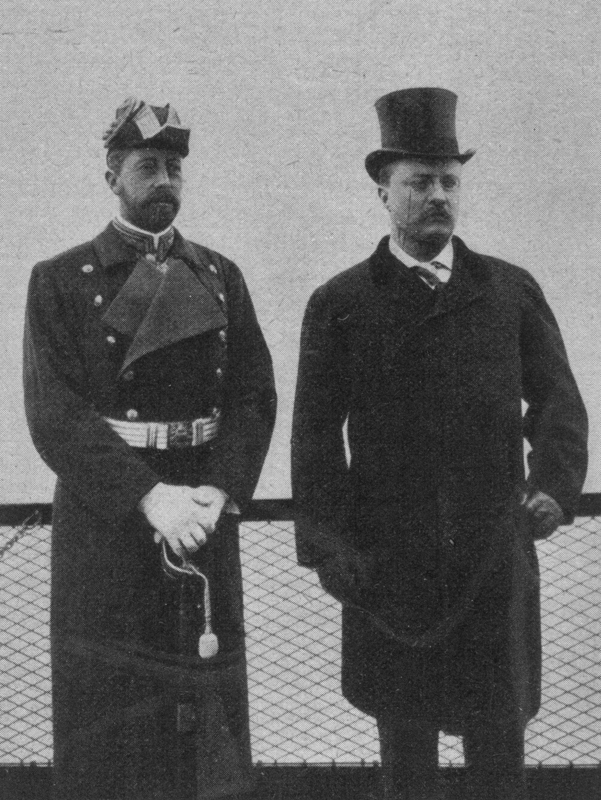
Henrik herceg és Theodore Roosevelt február 25-én a Meteor császári sónerjacht keresztelésekor a Shooters-szigeten

1902. február 16-án Henrik herceg, Vilmos császár öccse Bremerhavenből New Yorkba indult állami látogatásra a hajó fedélzetén. Ide február 22-én érkezett meg és Theodore Roosevelt amerikai elnök és felesége fogadta. A média szempontjából hatásos módon nem a császári jachtot vette igénybe az úthoz, hanem az új és lenyűgöző Kronprinz Wilhelmet, amelyen a sajtó számos képviselője elkísérhette. Velük együtt utazott ekkor még 300 fő a másod- és 700 fő a harmadosztályon. Ez az állami látogatás a filmfelvételnek, mint újonnan megjelenő sajtóterméknek is az egyik első szereplése is volt, ekkor készültek az első filmtechnikai riportok. Az utazással a hajó egy új kapitányt is kapott August Richter személyében.

### Incidensek és balesetek

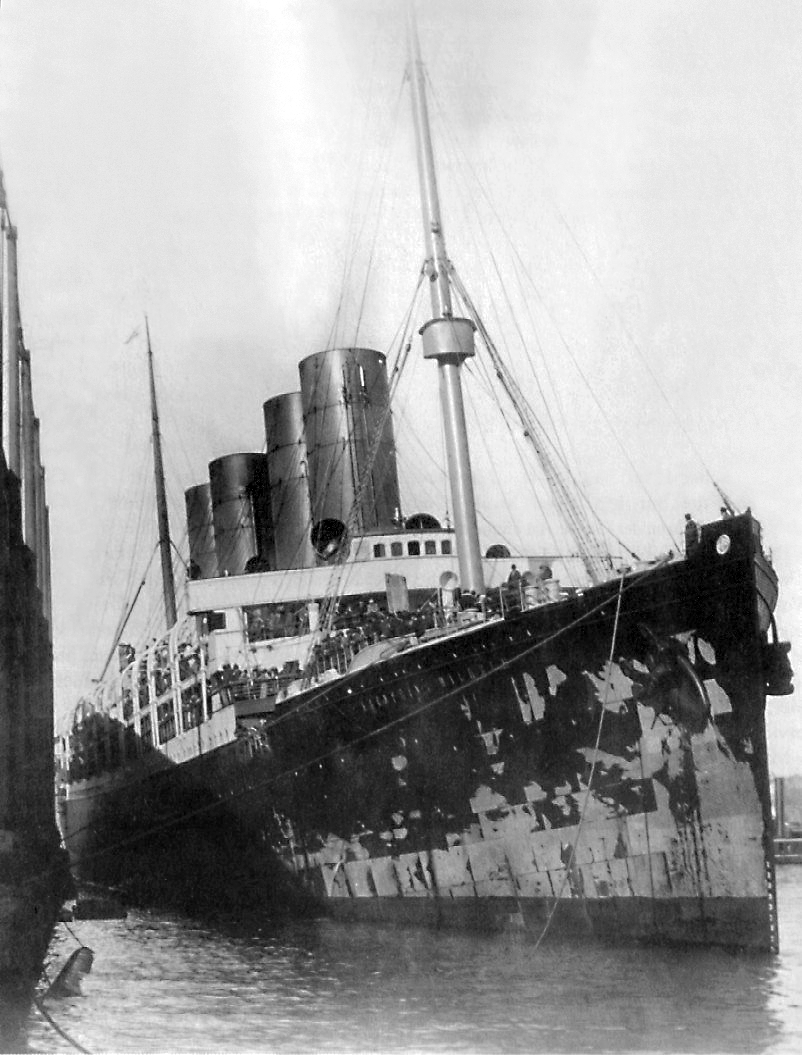
Az óceán átszelését követően a Kronprinz Wilhelm 1902 az NDL hobokeni mólójánál. A hajótest fekete festése az átkelés folyamán sérülést szenvedett

#### 1901. szeptember – Óriáshullám okozta károk
Az első útjának első napján, 1901. szeptember 8-án röviddel Cherbourg elhagyása után a Kronprinz Wilhelmet elkapta egy óriáshullám, ami jelentős károkat okozott benne, főként a felépítmény elülső részében. Számos más dolog mellett az előfedélzeten lévő egyik ventilátort és egy másikat a felső fedélzetről sodort el a víz. A hullám lyukat ütött a könyvtár falára a kormányállás és a kapitányi kajüt alatti részen. A könyvtár egyes részei és három ablak tönkrement, emellett a hajóhíd egyik ablaka is betört. Sok lelkes utas köszönetét fejezte ki Ludwig Störmer kapitánynak (1844–1905), amiért nem történt nagyobb szerencsétlenség. Az Amerikába való megérkezés után megállapították, hogy a gépeknél az út során a legcsekélyebb nehézségek sem léptek fel. A hajó az elszenvedett károk ellenére is rendkívüli ellenállóképességről tett tanúbizonyságot, ami az megbízhatóságának – elődje alapján megelőlegezett – hírnevét tovább növelte. 1909-ben a Lusitaniát egy hasonló természeti jelenség kapta el.

#### 1902. október – Összeütközése aRobert Inghamgőzössel
1902. október 8-án reggel Southamptont elhagyva a sűrű ködben összeütközött a brit Robert Ingham gőzössel, mely négy perc alatt elsüllyedt. A Kronprinz Wilhelm 13 embert mentett ki a vízből, azonban ketten, közöttük a gőzhajó egyetlen utasa odaveszett. A baleset kivizsgálásakor a tengerészeti hivatal megállapította, hogy „a két hajó kapitányának részéről vétkesség nem áll fenn. A „Kronprinz Wilhelm” intézkedései az ütközés előtt és után szakszerűek voltak és a törvényi előírásoknak megfeleltek.”

#### 1903. december – Egy hajócsavarszárny elvesztése
1903. december 23-án egy egész napot késve érkezett meg Bremerhavenből a hobokeni mólóhoz. Ennek oka az volt, hogy Cherbourg elhagyása után három nappal elveszítette az egyik hajócsavarszárnyát és emiatt kénytelen volt mérsékelni a sebességét. Továbbhaladva súlyos viharba került, ami december 20-án hurrikánná fokozódott és emiatt a sebességét ismét csökkentenie kellett. Ezen út során az átlagsebessége mindössze 17,73 csomó volt, szemben az ezt megelőző út 22 csomójával. Ekkor 1153 utast szállított New Yorkba, ami az eddigi legnagyobb szám volt a Karácsonyt megelőző heteket tekintve. Az első- és másodosztály utasainak legtöbbje azt tervezte, hogy az Egyesült Államok más részén tölti a szabadságát, ezért nyolc a csomagellenőrzéssel megbízott kikötői hivatalnoknak jóval éjfél után is munkában kellett maradnia. Csak a rakterében 983 zsáknyi karácsonyi postaküldeményt vitt magával az óceánjáró. Ezen út során egy Cherbourgban felszálló görög utas felhozta a himlőt a fedélzetre. A férfit a hajókórházban izolálták és az Egyesült Államokba érve kórházba vitték. 25 másik utast biztonsági okokból a Hoffman-szigeten helyeztek karanténba. A prominens utasok mellett a hajón utazott ekkor a „Doc” Owens nevű híres hamiskártyás, aki pár hónappal korábban az NDL egyik gőzhajóján vettek őrizetbe és most álnév alatt tért vissza az Egyesült Államokba.

#### 1905. március – Viharos átkelés
Miután a Kronprinz Wilhelm 1905. március 16-án megérkezett Hobokenbe, Richter kapitány arról számolt be, hogy ez volt a legviharosabb átkelés, amit valaha átélt. Hat utas sérült meg, köztük egy nő olyan súlyosan, hogy a hajókórházában szorult ápolásra. A hatalmas hullámok olyan erővel csapódtak a hajónak, hogy öt ventilátort lesodortak a fedélzetről és a hajó elején lévő korlátokat elgörbítették, egy részüket szintén elsodorták.

#### 1907. július – Ütközés egy jégheggyel
1907. július 8-án a Richter kapitány irányította Kronprinz Wilhelm New York-Hobokenbe tartva 1172 utassal a fedélzetén 12:20-kor jobb oldalával egy jéghegynek ütközött, amelyet előzőleg tévesen ködpadnak véltek. Pár évvel később a Titanic mindössze 75 tengeri mérföldre innen ütközött jéghegynek és süllyedt el. A rossz látási körülmények miatt a hajó sebességét előzőleg már jelentős mértékben – 16 csomóra – csökkentették, ami a legénység gyors cselekvésével együtt meg tudta előzni a tragédiát. A 17 vízzáró rekesz 20 ajtaját 30 másodperccel az ütközés után a térképszobában lévő „Schottentelegraph” segítségével be tudták zárni. Az ütközés következtében a hajótestnek csak a festése karcolódott meg és pár tonnányi jég esett a fedélzetre. Emellett a jobb oldalon lévő mentőcsónakokat elsodorta a jéghegy. Három nappal később további rendkívüli események nélkül érkezett meg a hobokeni mólóhoz. Ezen út során a hajón utazott Németország Egyesült Államokba delegált nagykövete, Hermann Speck von Sternburg.

#### 1908. március – Ütközése aCrown of Castileteherhajóval
1908. március 18-án Nierich kapitány irányítása alatt a Kronprinz Wilhelm reggel 07:25-kor az Upper New York Bay megközelítését végezte, mikor a brit Crown of Castile teherhajó beleszaladt a Robbins Reef világítótorony közelében. A sűrű ködben a mindössze 392 köztes fedélzeten elhelyezett utassal haladó Kronprinz folyamatos sípolással és a csengők megszólaltatásával hívta fel magára a figyelmet. A balesetben szerencsés módon egy pincér sérült csak meg. A hajó sérüléseit az NDL hobokeni mólójánál javították ki. Az esetet kivizsgáló New York-i bíróság mindkét hajót vétkesnek találta, mivel a Kronprinz Wilhelm nem egy előírás szerinti helyen tartózkodott a teherhajó pedig túl gyorsan haladt.

#### 1908. június – Egy hajócsavarszárny elvesztése
A Kronprinz Wilhelm New Yorkba tartva 1908. június 6-án az öt évvel azelőtti esethez hasonlón ismét elveszítette az egyik hajócsavarszárnyát. Két nappal később az egyik fűtő vetette magát a fedélzetről a vízbe és bár a hajó azonnal visszafordult mentőcsónakot leeresztve a kimentésére, a férfi a jelenlévők szeme láttára megfulladt.

## Segédcirkálóként a világháborúban

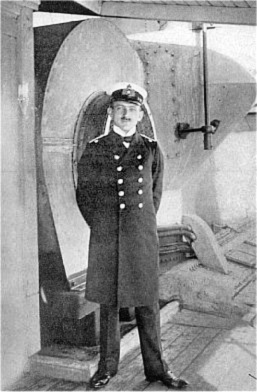
Alfred Graf von Niezychowski, az 1928-ban megjelent The Cruise of the Kronprinz Wilhelm című könyv szerzője

A Kronprinz Wilhelm 1914. július 22-én érkezett meg utolsó alkalommal a háború előtt Hobokenbe és az utasok távoztával a személyzet hozzálátott a visszaútra való felkészülésnek. Az óceánjárót 1914. augusztus 3-án érte el a Nagy-Britannia és Franciaország által Németországnak küldött hadüzenet híre. Másnap érkezett az utasítás, hogy töröljenek minden utasfoglalást. Mivel a kapitánya, Burghard Wilhelmi szabadságon volt, ezen út során az első tisztje, Kurt Grahn látta el a kapitányi feladatokat. Grahn a következő útra több szenet vételezett, mint amennyi a szénraktárakban elfért, a névleges 4000 t üzemanyagkapacitás helyett 6000 tonnát. E mennyiség felvételéhez a gazdagon díszített Nagy Szalont is a szén raktározására használták fel. Grahn hivatalosan azt közölte, hogy Bremerhavenbe szeretne visszatérni. Az Admiralstabtól viszont azt az utasítást kapta, hogy találkozzon a Karlsruhe könnyűcirkálóval, mely elvégzi a felfegyverzését. New Yorkot megtévesztésül keletnek hajózva hagyta el, majd látótávolságon kívülre érve délnek fordult. Közben a kéményeit átfestették a White Star Line hajóinak mintájára, ezzel azt a benyomást keltve, mintha az Olympic lenne.
A Karlsruhe parancsnoka által a Bahamák közelében kijelölt helyen, a nyílt tengeren találkozott a két hajó és a könnyűcirkáló két 8,8 cm-es löveget 290 lövedékkel, 36 karabélyt és egy géppuskát adott át neki, valamint 15 főt a legénységéből. A segédcirkáló három főt és 50 t szenet adott át a könnyűcirkálónak. Még tartott a segédcirkálóvá való átalakítása, mikor felbukkant a brit Suffolk páncélos cirkáló. A végefelé járó felfegyverzéssel gyorsan végeztek, és a két hajó különböző irányba tartva elhagyta a helyszínt. A gyors elválás miatt a kézifegyverek nagy részének átadása elmaradt, így pisztolyok és tőrök nem kerültek át a segédcirkálóra. A Suffolk a Karlsruhe után indult, de az nagy sebességi fölényének köszönhetően hamar le tudta rázni üldözőjét.
A Kronprinz Wilhelmen az átvett két ágyút augusztus 8-ra sikerült felállítani a hajó orrán, annak jobb oldalán, egymás mögött. Így a jobb oldala a „harci fedélzet”, a bal oldala a „szenelő fedélzet” lett. A géppuskát a hajóhídon helyezték el. Ezután az ellenséges kereskedelmet zavaró egységként (Handelsstörer) tevékenykedett az Atlanti-óceánon. A következő nyolc hónap során Paul Thierfelder sorhajóhadnagynak, a Karlsruhe korábbi navigációs tisztjének a parancsnoksága alatt 14 hajót fogott el és süllyesztett el összesen 56 000 BRT hajótérrel.
Thierfelder egyik tisztje Alfred von Niezychowski gróf volt, aki a Kronprinz Wilhelm internálását követően nem tért már vissza Németországba, hanem amerikai állampolgárságot szerzett és később politikai pályára állt. Az Egyesült Államokban 1928-ban The Cruise of the Kronprinz Wilhelm címmel megjelent könyvében ismertette a segédcirkáló portyázásait. A könyv később német fordításban is megjelent Kronprinz Wilhelm, der Luxusdampfer als Kaperschiff címmel.
Augusztus 17-én a Kronprinz Wilhelm az azori-szigeteki São Miguelnél találkozott a Walhalla teherhajóval, hogy a következő napokban szenet és ellátmányt vegyen át tőle. Az augusztus 26-ikát követő napokban a teljes hajót szürkére festették. Elsőként az orosz Pittan halászhajót fogta el, de mivel azon még nem tudtak a háború kitöréséről, továbbengedték. 1914. szeptember 3-át követően újabb szénvételezésre került sor, mikor a segédcirkáló áthaladt az Egyenlítőn és a Brazíliához közeli Rocas-atollnál a Karlsruhe egyik ellátóhajójával, az Asuncionnal találkozott. Első áldozatát, az Indian Prince brit gőzöst szeptember 4-én süllyesztette el.
1914. szeptember 14-én a Kronprinz a Trindade szigettől távolabb tervezett szenet vételezni a Prussia szénszállítóról, mikor beérkezett hozzá a hír a Pontosról (A Cap Trafalgar szénszállítójától), hogy a szigethez közelebb szenelő Cap Trafalgar elsüllyedt a brit Carmaniával folytatott harc után. Mivel a Kronprinz Wilhelm csak 1500 t szénnel rendelkezett és észlelte, ahogy a Carmania két brit cirkálóval rádiózik, nem eredt a sérült brit segédcirkáló után, tartva attól, hogy csapdába kerülhet.
Szeptember 17-én és 18-án az Ebernburg és Prussia szénszállítókra küldte át az Indian Prince személyzetét és küldte őket Rio de Janeiróba illetve Santosba. Az ócenjárók nyílt vizeken való szénvételezésével járó problémát mutatta, hogy e két szénszállítóról a több napon át tartó átrakodás során 2767 t szenet vettek át, de a végén az erős hullámzás miatti folyamatos manőverezés miatt annak végeztével csak 2000 t maradt a raktárakban. A hónap végén a magasabb oldalfalú Pontosról már jobb hatékonysággal tudtak szenet vételezni, mert nem kellett akkora szintkülönbséget leküzdeni az átrakodáskor.
Október 7-én fogták el a La Correntina brit gőzhajót. A főként húst szállító hajóról a következő napokban nagy mennyiségű rakományt és 1500 tonnányi szénkészletének nagy részét átvettek, szintúgy a fedélzetén felállított két 12 cm-es löveget, amelyekhez azonban nem találtak muníciót. Ezeket a Kronprinz tatjára telepítették és figyelmeztető lövések leadásához használták őket spórolandó a 8,8 cm-es ágyúk lőszerével.
Az NDL Buenos Airesben lévő Sierra Cordoba nevű gőzöse 1700 t szenet, munkaruhát, cipőket és ellátmányt adott át a Kronprinz Wilhelmnek, mikor 1914 októberének közepén találkoztak a brazil partoknál. Október 23-án egy nap alatt nem kevesebb mint 700 t szenet rakodtak át a segédcirkálóra. A Sierra Cordoba átvette a segédcirkáló által foglyul ejtett személyeket és november végén Montevideóban kötött ki velük.
December közepén a segédcirkáló az Otavi szénszállítóról vételezett szenet és ekkor került a hajóra Alfred von Nieczychowski gróf is, aki a háború után könyvet írt a Kronprinz Wilhelm háborús tevékenységéről. Niezychowski gróf a hajó internálását követően nem tért már vissza Németországba, hanem amerikai állampolgárságot szerzett és később politikai pályára állt. Az 1928-ban The Cruise of the Kronprinz Wilhelm címmel megjelent művét így már az Egyesült Államokban adták ki és Kronprinz Wilhelm, der Luxusdampfer als Kaperschiff címmel csak később fordították le németre. Az a könyvből azonban nem derül ki, hogy ő maga csak később került a hajóra, így a korábbi eseményeket csak hallomásból rekonstruálhatta és leírása ezért számos tévedést tartalmazott.
| Hajótípus              | Hajónév          | Hajótér (BRT) | Ország             | Honi kikötő             | Időpont             | Sorsa                             | Megjegyzés |
| ---------------------- | ---------------- | ------------- | ------------------ | ----------------------- | ------------------- | --------------------------------- | --- |
| halászsóner            | Pittan           |               | Oroszország        | Riga                    | 1914. szeptember 4. | elengedve                         | |
| kereskedelmi hajó      | Indian Prince    | 2848          | Egyesült Királyság | Newcastle               | 1914. szeptember 4. | elsüllyesztve                     | |
| felfegyverzett gőzhajó | La Correntina    | 8529          | Egyesült Királyság | Liverpool, Houlder Line | 1914. október 14.   | elsüllyesztve                     | Két 120 mm-es ágyúja lőszer nélkül átvéve. 247 zsák fagyasztott hús és 2000 láda sózott marhahús zsákmányolva róla. |
| négyárbócos bark       | Union            | 2183          | Franciaország      | Bordeaux                | 1914. október 28..  | elsüllyesztve (11. 22)            | |
| bark                   | Anne de Bretagne | 2063          | Franciaország      | Nantes                  | 1914. november 21.  | elsüllyesztve (11. 23-24.)        | |
| gőzhajó                | Bellevue         | 3814          | Egyesült Királyság | Glasgow                 | 1914. december 4.   | elsüllyesztve (12. 20.)           | |
| teherhajó              | Mont Agel        | 4803          | Franciaország      | Marseille               | 1914. december 4.   | elsüllyesztve                     | |
| gőzös                  | Hemisphere       | 3486          | Egyesült Királyság | Liverpool               | 1914. december 28.  | elsüllyesztve (1915. 01. 07.)     | |
| gőzhajó                | Potaro           | 4419          | Egyesült Királyság | Belfast                 | 1915. január 10.    | elsüllyesztve (01. 30.)           | |
| utasszállító           | Highland Brae    | 7634          | Egyesült Királyság | London                  | 1915. január 14.    | elsüllyesztve (01. 30.)           | Egy a dél-amerikai államokba szánt, a németeket barbárokként bemutatni igyekvő propagandafelvételt is szállított.   |
| háromárbócos sóner     | Wilfred M.       | 251           | Egyesült Királyság | Bridgetown (Barbados)   | 1915. január 30.    | elsüllyesztve                     | |
| bark                   | Semantha         | 2280          | Norvégia           | Risör                   | 1915. február 3.    | elsüllyesztve                     | 3000 t búzát vitt volna Angliába.                                                                                   |
| kereskedelmi gőzhajó   | Chasehill        |               | Egyesült Királyság |                         | 1915. február 22.   | foglyokkal a fedélzetén elengedik | |
| kereskedelmi gőzhajó   | Guadeloupe       | 6603          | Franciaország      | Le Havre                | 1915. február 23.   | elsüllyesztve (02. 24.)           | |
| utasszállító           | Tamar            | 3207          | Egyesült Királyság | Middlesbrough           | 1915. március 24.   | elsüllyesztve                     | |
| teherhajó              | Coleby           | 3824          | Egyesült Királyság | Stockton                | 1915. március 27.   | elsüllyesztve (03. 28.)           | |

### Táplálkozási problémák
A katonai működése alatt a Kronprinz Wilhelm fedélzetén nem volt hiány élelemben. A matrózok Carl Röse fogorvos és táplálkozási szakértő (1864-1947) véleménye szerint „igazán pazarlóan” étkeztek. A napi adag három font húsból, fehérkenyérből és dobozos zöldségfélékből állt. Ennek ellenére a legénység egynegyede a táplálkozásból fakadó ödémáktól szenvedett és fekvőbeteg lett, mivel a német főparancsnokság elismert orvosok azon évek óta ismert figyelmeztetéseit nem vette figyelembe, melyek a kiegyensúlyozottabb étkezésre hívták fel a figyelmet, friss zöldségekkel és kevesebb hússal. A ballasztanyagoktól mentes fehérkenyér és a konzerváláshoz párolt dobozolt zöldségek nem tudták a szükséges táplálékkiegészítést megoldani. Röse a Kronprinz Wilhelm segédcirkálói pályafutásának végét ismertető előadásában arra a következtetésre jut, hogy a hajó parancsnokának e táplálkozási hiányosságok miatt kellett bevonnia a zászlót és befutnia egy amerikai kikötőbe. A fogorvos számára nyilvánvaló volt: „A német disznó győzött le minket.” („Das deutsche Schwein hat uns besiegt.“)
Ezzel szemben Thierfelder sorhajóhadnagy megfontolásai között valójában nagyobb szerepet kaptak más szempontok, így az, hogy pár nappal korábban szemtanúi lehettek, ahogy a számára küldött Macedonia szénszállítót brit hadihajók kísérték elfogása után (miután megszerzett német rejtjelkulcsok segítségével meg tudták határozni a találkozási helyét a Kronprinz-cel) és így már csak 1000 t szene maradt, ami pont elegendő volt még Newport News eléréséhez. Emellett a nyolc hónapja folyamatosan tengeren lévő hajó gépei jelentősen elhasználódtak és egyre erősödött a vízszivárgás a hajótestbe.
A beri-beri betegség március közepén ütötte fel a fejét a fedélzeten és április 3-ra már 50 fő betegedett meg, a Newport Newsba való befutásakor 86 beteg volt. A megbetegedések száma a kikötést követő első két hétben is növekedett és összesen 125 fő betegedett meg. Ennek oka az lehetett – Thierfelder szerint –, hogy sokan bár érezték, hogy betegek lehetnek, ezt nem jelentették és ameddig lehetett igyekeztek teljesíteni kötelességüket. Thierfelder szerint ennél jelentősebb kiesés mellett is folytatták volna a portyázásokat. A hús, amelyet Dr. Röse „német disznóként” azonosított valójában zsákmányolt sózott marhahús volt. Ebből olyan nagy mennyiségben tudtak áthozni a hajóra, hogy még a két évvel későbbi lefoglalásakor is jelentős mennyiséggel rendelkezett belőle.

## Internálás alatt az Egyesült Államokban (1915–1917)

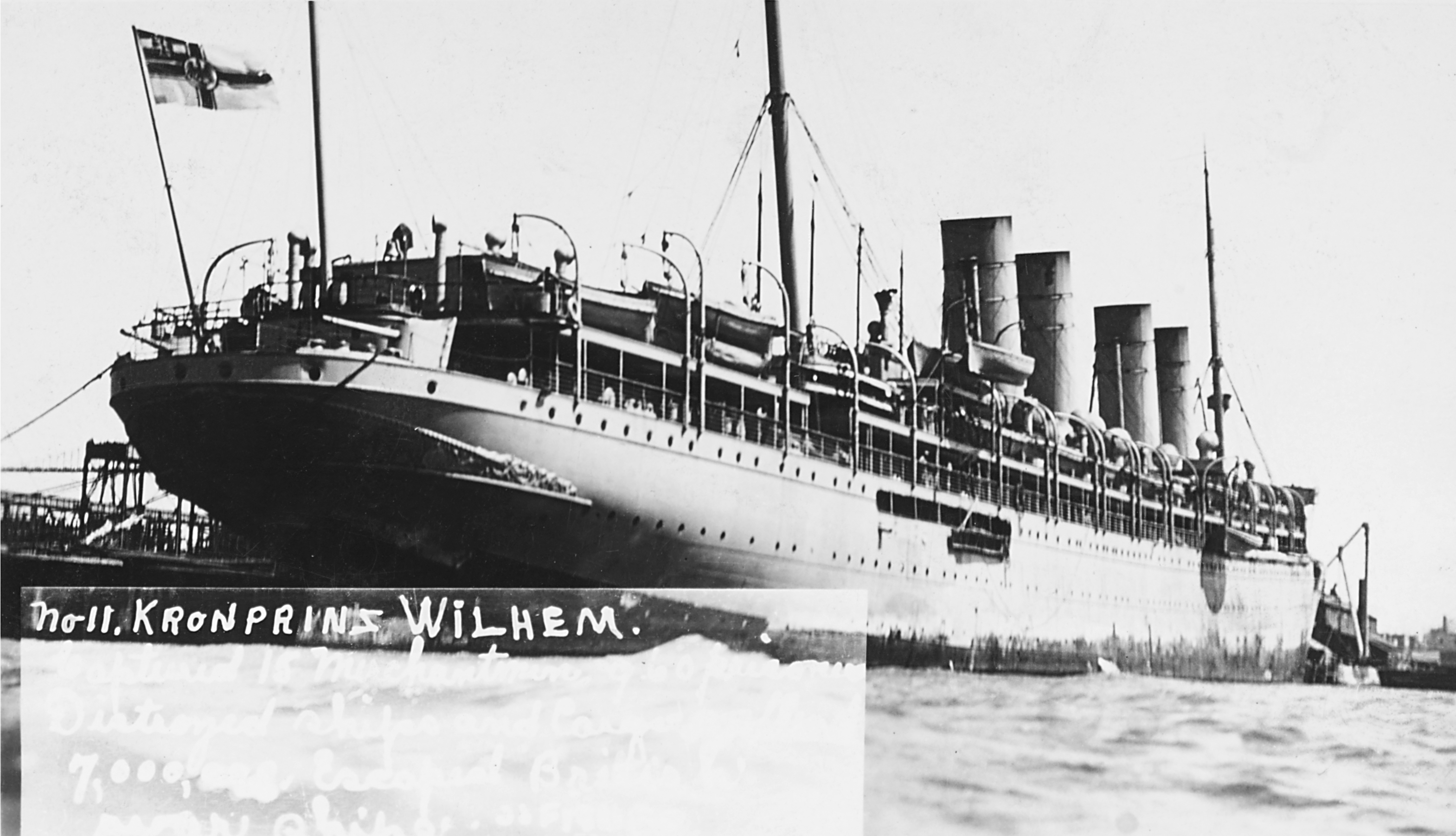
Az internált Kronprinz Wilhelm 1915-ben német lobogó alatt, szürke háborús festéssel és a taton jól kivehető két lövegével

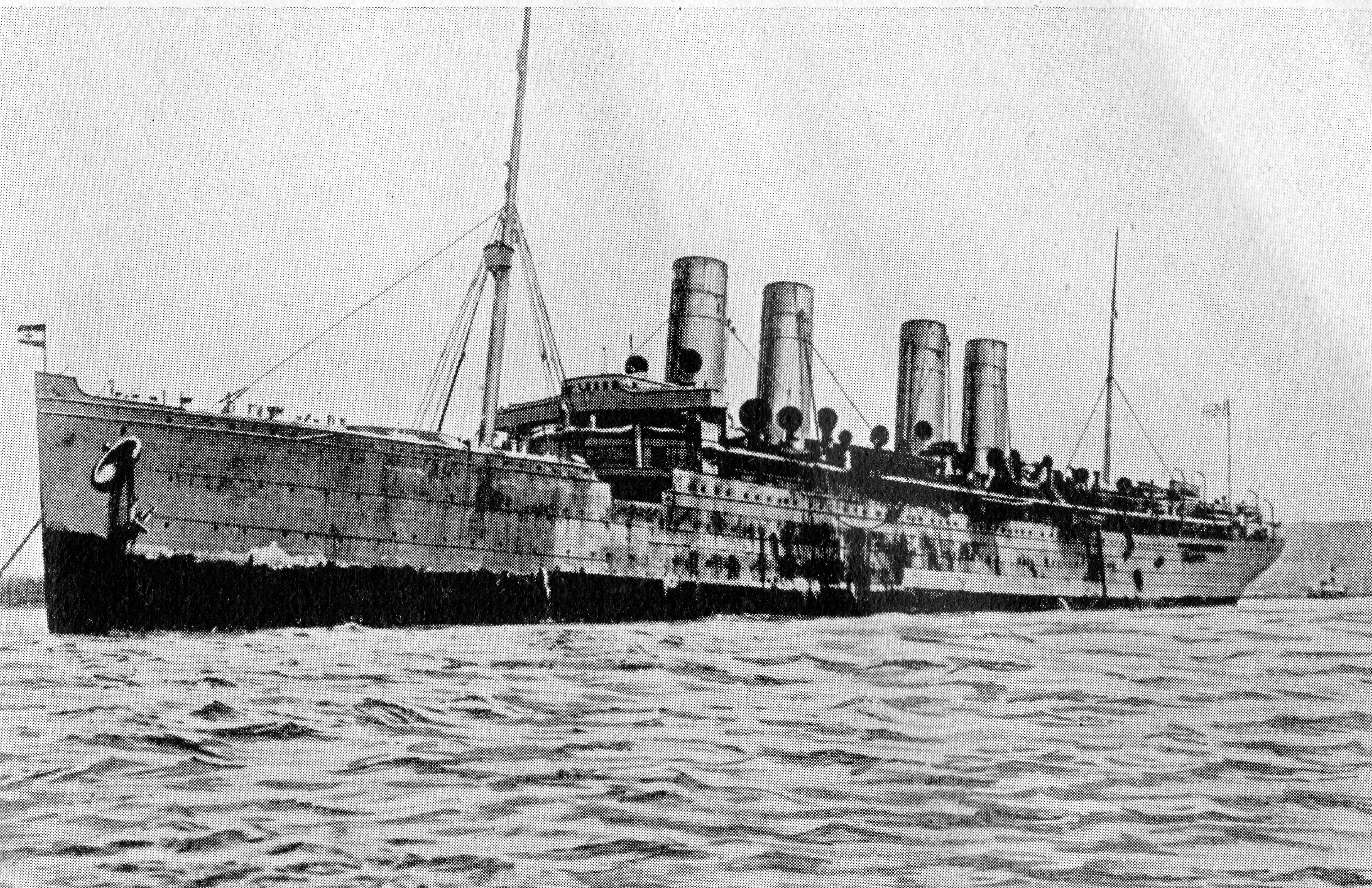
A Kronprinz Wilhelm Newport Newsban (Virginia), vélhetőleg 1915-ben

Nyolc hónapnyi tengeren töltött idő után, melynek során a szénellátás és a legénység egészségügyi állapota egyre nagyobb gondot okozott, a hajó gépei olyan rossz állapotba kerültek, hogy Thierfelder 1915 áprilisában a semleges Egyesült Államok felé vette az irányt és itt internáltatta hajóját. Április 11-én a Chesapeake-öböl előtt egy amerikai révkalauzt vettek a fedélzetre és aznap, 37 666 tmf megtétele után a virginiai Newport Newsban ismét horgonyt vetettek. Épp előtte nap értesültek arról, hogy a Prinz Eitel Friedrich segédcirkáló már itt internáltatta magát. Az amerikai flotta egy jelentős része ekkor épp itt tartózkodott és a Kronprinz Wilhelm üdvözlésére mindegyiken felsorakozott ünnepélyesen a legénysége. A tiszteletére felhangzott a császári himnusz, a Heil Dir im Siegerkranz. A szénraktárakban ekkor már csak 75 t szén maradt. A legénységét internálták és a hajót később Philadelphiába küldték át.
A Kronprinz Wilhelm nevet a Kaiserliche Marine úgy igyekezett megtartani, hogy 1918-ban a Kronprinz csatahajó nevéhez tették hozzá a trónörökös nevét. A csatahajó a Nyílt-tengeri Flotta Scapa Flow-i önelsüllyesztésekor merült a habok alá 1919 júniusában.

## Az Egyesült Államok csapatszállítójaként (1917–1919)
Az Egyesült Államok 1917. április 6-ai hadbalépésével a Kronprinz Wilhelmet még ezen a napon lefoglalták a philadelphiai kikötői hatóságok. A hajó lefoglalását Woodrow Wilson elnök május 22-ei utólagos rendelkezésével erősítette meg. Ezzel egyidőben hozzáláttak a hajó csapatszállítóvá való átalakításához. A munkálatokkal június 9-re végeztek és a Kronprinz Wilhelmet átkeresztelték Von Steubennek, emlékezve Friedrich Wilhelm von Steuben báróra, az amerikai függetlenségi háborúban részt vevő porosz tisztre. A mólója ismét az NDL hobokeni mólója lett. Amerikai szolgálatban a köznyelvben a Vonnie becenév ragadt rá és az amerikai haditengerészet egyik legkedveltebb hajója lett.

### Ütközése azAgamemnonnal
Csapatszállítóként a New York–Brest útvonalon közlekedett és először 1917. október 31-én szállított katonákat és utasokat amerikai zászló alatt. November 9-én 06:05 körül összeütközött az Agamemnon név alatt hajózó, az amerikai hatóságok által szintén elkobzott és csapatszállítóként üzemeltetett testvérhajójával, a Kaiser Wilhelm II.-vel és az ütközésben megsérült. Az orrának felső része benyomódott és két öthüvelykes és egy háromhüvelykes ágyúja megsérült. Több az ütközés erejétől a vízbe esett matrózt ki kellett menteni. A sebességét 12 csomóra mérsékelve érte el három nap múlva Brestet. November 14. és 19. között a rakományát itt kipakolta, majd a sérüléseinek kijavítása miatt november 28-ig maradt a francia kikötővárosban.

### Mentőakció a halifaxi robbanást követően (1917)
A kanadai Új-Skócia tartományi központja, Halifax városa fontos katonai műveleti és logisztikai központ volt a háború idején. A kikötővárosban 1917. december 6-án történt a történelem legnagyobb nem nukleáris robbanása. Két hajó összeütközésekor az egyik érintett hajó, a francia Mont Blanc lőszerszállító kigyulladt, majd hamarosan felrobbant legalább 1635 ember halálát és többezer másik sebesülését okozva. A robbanás olyan hatalmas volt, hogy erős hullámot gerjesztett és heves földrázkódást okozott, a lökéshulláma pedig fákat csavart ki, vasúti síneket hajlított el és számos épületet elpusztított romjaikat több száz méterre elsodorva. December 6-án 09:14 körül a Kronprinz Wilhelm (Von Steuben név alatt) mintegy 40 mérföldre volt Halifaxtól, ahova szénvételezés céljából tartott az Egyesült Államokba visszatérőben. A robbanás lökéshulláma olyannyira megrázta a hajót, hogy sokan azt hitték aknára futottak vagy egy torpedó találta el. Azonnal előkészítették a csónakokjait, hogy segítséget nyújthassanak a bajba jutottaknak és partra tett tengerészei őrjáratozó feladatokat lássanak el a városban. A 14:30-kor a kikötővároshoz érkező hajó a Tacoma mellett az első segítséget nyújtó hajó volt a katasztrófát követően. Az óceánjáró december 10-ig maradt itt lehorgonyozva, mielőtt a kapitánya folytatta volna az útját Philadelphiába, ahova december 13-án érkezett meg.

### Találkozás azU 151tengeralattjáróval

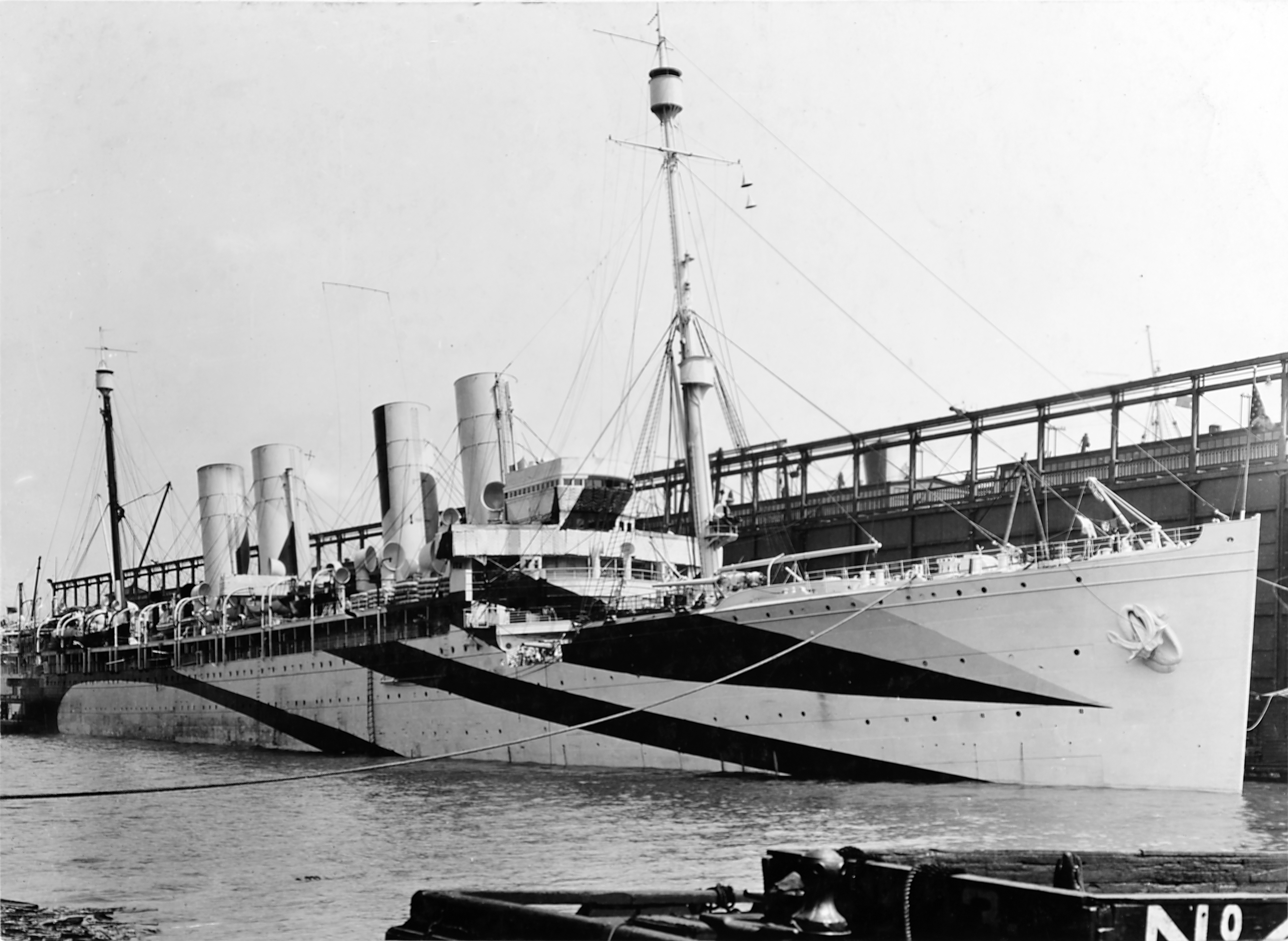
Az óceánjáró Von Steuben névvel 1918. június 28-án megtévesztő festéssel Hobokennél

1918. június 18-án a hajó Brestből New Yorkba tartott, mikor 12:30 körül az egyik őrszem roncsokat észlelt a vízben. A maradványok a nem sokkal korábban az U 151 által elsüllyesztett brit Dwinsk gőzhajótól származtak. A tengeralattjáró a gőzös kilövése után a mentőcsónakok közelében maradt periszkópmélységben. A parancsnokának a terve az volt, hogy a túlélőket csaléteknek használva a segítségükre érkező hajó ellen is támadást indít. A csapatszállító cikkcakkban való óvatos közeledésekor észlelte a hét vitorlás mentőcsónakot a túlélőkkel. Miután már 20 perccel a túlélők észlelése után hozzá akart látni azok kimentéséhez, Whitney J. Dragon gépész észrevett egy az óceánjáró felé tartó torpedót a bal oldalon. A lövegkezelők azonnal tűz alá vették a torpedót és Stirling kapitány éles jobbfordulóra és hátramenetbe kapcsolásra adott utasítást elkerülendő a találatot. Több löveg célpontot váltott és egy vélt tengeralattjáró-periszkópot vettek tűz alá. A drámai manőverrel sikerült kikerülnie a torpedót és ezután vizi bombákkal igyekezett a tengeralattjárót elűzni. A bombák erősen megrázták a tengeralattjárót a közelében robbanva.
Stirling manővere rendhagyó megoldásnak számított, mivel ekkoriban a torpedókat nagy sebességre kapcsolva igyekeztek kikerülni. A sikeres kitérő manőverért megkapta a Haditengerészeti Keresztet (Navy Cross) és a francia Becsületrend kitüntetést. A hajó a gyorsan lezajló események után újabb támadástól tartva elhagyta a területet, magára hagyva a hajótörötteket, akik a kapitányuk utasítására elfeküdtek a csónakokban, hogy azok üresnek tűnjenek és ezért az óceánjáró ne kockáztassa meg a kimentésüket beleszaladva a csapdába. Szerencséjükre később mindannyiukat kimentették.
New Yorkot június 20-án érte el és 29-én újra csapatokkal a fedélzetén futott ki. Dragon június 21-én egy becsületkardot kapott hivatalos kitüntetésként az éberségéért, amivel 1200 ember életét mentette meg. A hüvelyébe vésett szöveg dokumentálta a tettét.

### AHenderson-tűzeset
Június 30-án összeállt egy Franciaországba tartó antant konvoj, amelyhez az elkobzott óceánjárót is csatlakoztatták. Július 2-án délben a konvoj Henderson nevű hajóján tűz ütött ki. A Von Steubennek sikerült a lángoló hajó közelébe kerülnie és az éjszaka folyamán több mint 2000 katonát a fedélzetére vennie. A sérült Henderson visszatért az Egyesült Államokba, a Von Steuben pedig július 9-én megérkezett Franciaországba.

### Influenza-járvány (1918)
Egy másik út során New Yorkból Brestbe menet 1918-ban influenza-járvány tört ki a hajó fedélzetén. A 2700 fedélzeten lévő katonából 400 főt kórházba kellett szállítani, közülük 34 fő hunyt el a betegségben.

## Háború utáni hasznosítása (1919–1924)

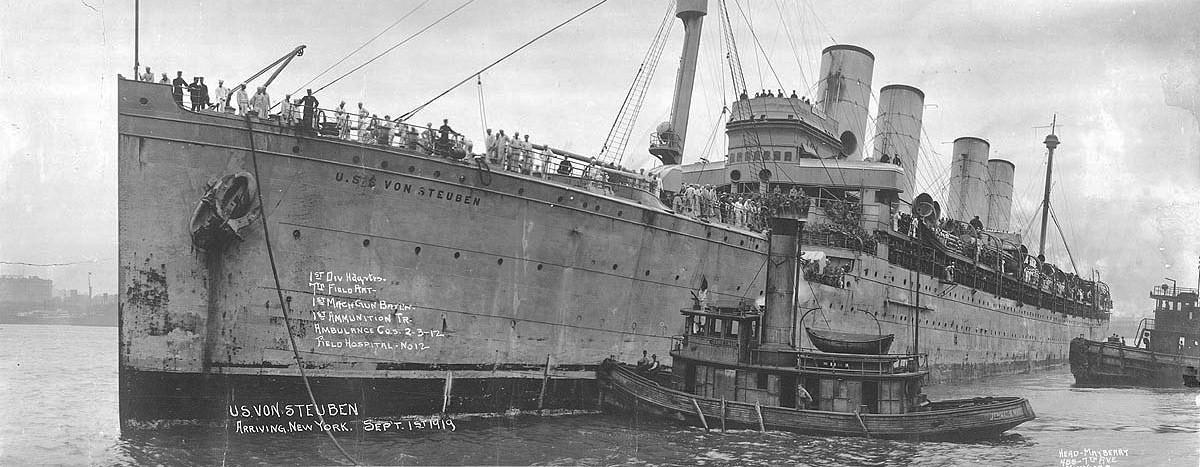
A Von Steuben csapatszállító már megtévesztő festés nélkül 1919. szeptember 1-én, amerikai csapatok visszatranszportálásákor

1918. november 10. és 1919. március 2. között a csapatszállítót átfogó javításoknak vetették alá Brooklynban. Ezek végeztével utolsó kapitányával, Frederick J. Horne irányításával indult útnak ismét Franciaországba amerikai csapatokat visszahozni. 1917. május 17-én indult vissza az Egyesült Államokba és október 13-ig foglalatoskodott a csapatok transzportálásával.
Bár a hajó nevét 1919. október 14-én törölték a haditengerészet hajóinak listájából, az továbbra is a United States Shipping Board (USSB) alá tartozott és a Baron von Steuben nevet kapta. 1920. július 7-én a Shipping Board Washingtonban 1 500 000 dollárért elárverezte a hajót és az a New York-i Fred Eggena és a Foreign Trade Development Cruise tulajdonába került. Az egyedül licitáló új tulajdonos a hajóval világkörüli útra akart vállalkozni és az amerikai külkereskedelem előmozdítása érdekében a fedélzetén utaztatni kívánt 700 amerikai vállalkozónak próbálta volna bemutatni a külföldi piacokat. Az amerikai vállalkozók a kínálatukat bemutathatták a hajó fedélzetén. A hajó rendbehozatalának költségeit Eggena 3 000 000 dollárra becsülte. Az utazást 1921. január 15-én kellett volna megkezdeni. Több európai kikötő mellett Buenos Aires, Melbourne, Sydney, Jokohama, Sanghaj, Hongkong, Szingapúr, Batávia, Rangun, Kalkutta, Colombo, Bombay és Wellington is az úticélok között szerepelt. 
A hajó erre a célra a United States nevet kellett volna hogy megkapja, de az útra nem került sor.
1921 után ismét a Von Steuben nevet viselte. 1923-ban törölték a regisztrációból és lebontásra eladták. 1924-ben a Boston Iron & Metals Co bontotta le Baltimore-ban.

## A hajó kapitányai
| Nr. | Név                       | Életrajzi adatok                   | Kapitányként szolgált                  | Megjegyzés |
| --- | ------------------------- | ---------------------------------- | -------------------------------------- | --- |
| 1   | Ludwig Störmer            | 1844. január 17. – 1905. július 6. | 1901. szeptember 17. – 1901. december  | Az 1902. november 15-én Herzberg am Harzban született Bernhard Friedrich Adolph Ludwig Störmer navigálási felügyelő volt a Lloydnál és 1904. április 1-én ment nyugdíjba. |
| 2   | August Richter            |                                    | 1902. február – 1907. augusztus        | Az oldenburgi születésű Richter 1881. március 14-én állt szolgálatba a Lloydnál. A 100. óceánon való átkelésének teljesítése után 1907. március 6-án Brémában az oldenburgi nagyherceg az ezüstkoronával díszített másodosztályú lovagkereszttel tüntette ki, az NDL pedig megajándékozta. |
| 3   | Richard Nierich           |                                    | 1907. szeptember – 1912. november      | Nierich 1877-ben csatlakozott az NDL-hez, 1889-ben lett hajóskapitány és 1899 áprilisától lett a Bremen kapitánya. A Bremen 4. tisztjével való tevőleges összekülönbözés miatt Nierich 1899-ben New Yorkban megrovásban részesült. 1904-ben a 100. óceánátkelése alkalmából az NDL ajándékkal jutalmazta meg. 1909-ben Niericht a Német Tengerkutatási Intézet (Deutsche Seewarte) bronzmedáljával tüntették ki. |
| 4   | Burghard Wilhelmi         |                                    | 1913. április – 1914. június           | |
| 5   | Kurt Grahn                | 1870–1928                          | 1914. július – 1914. augusztus 6.      | Ő volt a Kronprinz Wilhelm első tisztje és ő vette át a hajó irányítását, míg Wilhelmi kapitány a szabadságát töltötte. Grahn 1928-ban hunyt el az NDL Stuttgart nevű hajójának hídján szívinfarktus következtében. |
| 6   | Paul Wolfgang Thierfelder | 1883–1941                          | 1914. augusztus 6. – 1915. április 11. | Thierfelder sorhajóhadnagy volt a Karlsruhe könnyűcirkáló navigációs tisztje és ő vette át a parancsnokságot a Kronprinz Wilhelm felett a segédcirkálóvá való átalakításakor. |

| Nr. | Név                     | Életrajzi adatok                      | Fedélzeten volt                     | Megjegyzés                                                                                               |
| --- | ----------------------- | ------------------------------------- | ----------------------------------- | --- |
| 1   | Charles Herbert Bullock |                                       | 1917. június 9-ig                   | Az amerikai Bullock hadnagy a Kronprinz Wilhelm irányító tisztje volt a philadelphiai internálása alatt. |
| 2   | Stanford E. Moses       | 1872. augusztus 20. – 1950. október   | 1917. június 9. – 1918. szeptember  | Moses (Lieutenant Commander) volt az első amerikai kapitány a Von Steubennek átnevezett hajón.           |
| 3   | Cyrus R. Miller         |                                       | 1918. szeptember – 1919. május 17.  | |
| 4   | Frederick Joseph Horne  | 1880. február 14. – 1959. október 18. | 1919. május 17. – 1919. október 13. | |

## Atlanti-óceánon való átkelései
A Kronprinz Wilhelm menetrendszerűen közlekedett Bremerhaven és New York között havi rendszerességgel. A karbantartások és átépítések idején a testvérhajói vették át a helyét.
- 17. September 1901. szeptember 17-től 1901 decemberéig Ludwig Strömer kapitánysága alatt 1902 januárjában nem tette meg az utat.
- 1902. február – 1907. augusztus: August Richter kapitánysága alatt a következő járatok maradtak ki: 1903. január; 1904. januar, február, november, december; 1905 december; 1906 január, február, november.
- 1907. szeptember – 1912. november: R. Nierich kapitánysága alatt a következő járatok maradtak ki: 1908. január, február, november, december; 1909. január, február, november, december; 1910. február, március, december; 1911 december; 1912. március, november; 1913. január, február, március.
- 1913. április – 1914. június: B. Wilhelmi kapitány alatt 1913. novemberétől 1914. március 16-ig nem tett meg utat.[69]
- 1914 július – 1914. július 22.: Kurt Grahn kapitánysága alatt.[70]

## Az NDLKaiser-osztályú óceánjárói 1914 előtt
A hajótársaság Kaiser-osztályként (Kaiserklasse) ismert óceánjárói mind az AG Vulcan stettini hajógyárában készültek. A méretük folyamatosan, de csak kis mértékben növekedett, hasonlóan az általuk elért sebességhez. 
| Hajó                     | Vízrebocsátás       | Szolgálatban | Csúcssebesség | Kék Szalag    |
| ------------------------ | ------------------- | ------------ | ------------- | ------------- |
| Kaiser Wilhelm der Große | 1897. május 4.      | 1897–1914    | 22,35 csomó   | elnyerte      |
| Kronprinz Wilhelm        | 1901. március 30.   | 1901–1923    | 23,53 csomó   | elnyerte      |
| Kaiser Wilhelm II.       | 1902. augusztus 12. | 1902–1940    | 23,58 csomó   | elnyerte      |
| Kronprinzessin Cecilie   | 1906. december 1.   | 1907–1940    | 23,60 csomó   | nem nyerte el |

## Fordítás
- Ez a szócikk részben vagy egészben  a   Kronprinz Wilhelm (Schiff, 1901) című német Wikipédia-szócikk ezen változatának fordításán alapul.  Az eredeti cikk szerkesztőit annak laptörténete sorolja fel. Ez a jelzés csupán a megfogalmazás eredetét és a szerzői jogokat jelzi, nem szolgál a cikkben szereplő információk forrásmegjelöléseként.
- Ez a szócikk részben vagy egészben  a   SS Kronprinz Wilhelm című angol Wikipédia-szócikk ezen változatának fordításán alapul.  Az eredeti cikk szerkesztőit annak laptörténete sorolja fel. Ez a jelzés csupán a megfogalmazás eredetét és a szerzői jogokat jelzi, nem szolgál a cikkben szereplő információk forrásmegjelöléseként.

## Filmfelvétel
- „Kronprinz Wilhelm“ with Prince Henry (of Prussia) on Board Arriving in New York, Dokumentation, USA, 1902. február

## Linkek
- Dokumentarfilm „Kronprinz Wilhelm“ with Prince Henry (of Prussia) on Board Arriving in New York, 1902. február